# 联邦参议院 (巴西)
联邦参议院（葡萄牙语：Senado Federal）是巴西国民议会的上议院。1824年，巴西参议院依巴西帝国宪法成立。
联邦参议院现有81个席位，26州及巴西联邦区每个州区各3个席位，每届任期8年，每四年选换27席即三分之一的席位。现任议长罗德里戈·帕谢科（Rodrigo Otavio Soares Pacheco），2021年2月1日上任，2023年連任。

## 历任议长
罗德里戈·帕谢科（2021年2月起）